# Atomwaffen Division
Atomwaffen Division (AWD; с немецкого — Дивизия ядерного оружия) — неонацистская террористическая группировка, базирующаяся в США. Появилась в 2013 году, основная база группировки расположена во Флориде, но также присутствует в других штатах, таких как Техас и Монтана. Группировку относят к экстремистскому крылу альт-райт движения.
Atomwaffen призывает членов сжигать флаги и Конституцию Соединённых Штатов, а также атаковать правительство США и меньшинства (особенно евреев)
Большинство участников в группировке — молодёжь. Подразделения Atomwaffen активно участвуют в вербовочной деятельности в университетских кампусах. Правозащитная организация Southern Poverty Law Center относит группировку к «группам ненависти».
Atomwaffen разрабатывает планы по разрушению общественных систем водоснабжения и уничтожению частей американской электрической сети. Atomwaffen также обвиняется в планировании взрывов атомных электростанций, чтобы вызвать расплавления американских ядерных энергетических объектов. Организация стремится к насильственному свержению правительства Соединённых Штатов с использованием тактики терроризма и партизанской войны. С 2017 года организация связана с пятью убийствами.

## Идеология
В идеях Atomwaffen Division чётко прослеживается неонацизм, опирающийся во многом на наработки Джеймса Мейсона в сборнике «Siege», представляющий собой собрание статей в бюллетене, издаваемым Национал-социалистическим фронтом освобождения, и следуют идеологии Всеобщего порядка. Также в идеологии наблюдается влияние Чарльза Мэнсона и Джозефа Томмази.
Организация считает, что современную цивилизацию следует довести до апокалиптического краха, чтобы на её руинах можно было построить белое этногосударство или утопию только для белых. Также они выступают за доктрину «сопротивления без лидера» или разрозненных сетей с ячеистой структурой для совершения террористических актов.
В культурном отношении группа выступает за возрождение итальянского футуризма, авангардного художественного движения до Первой мировой войны и ставшего источником вдохновения для итальянского фашизма.
Отдельное внимание в идеологии и внутренней культуре Atomwaffen Division уделяется отношению к женщинам, которое можно охарактеризовать как откровенно мизогинное. Участники группы рассматривают женщин исключительно через призму традиционной ультраправой риторики: как инструменты деторождения и продолжения «белой расы», при этом отказывая им в праве на политическую, интеллектуальную или общественную активность.
Основным источником для получения информации о представлениях организации послужило получение ProPublica 250 000 зашифрованных журналов чата, где общались члены организации.
Некоторые члены группы, несмотря в целом на исламофобскую риторику, сочувствуют исламскому терроризму. Лидер одного из подразделений Atomwaffen Брэндон Рассел, как утверждается, охарактеризовал Омара Матина, совершившего массовое убийство в Орландо в 2016 году, как «героя». Другой участник Atomwaffen Стивен Биллингсли был сфотографирован на вигилии в Сан-Антонио по жертвам стрельбы в Орландо, с маской черепа и надписью «Бог ненавидит педиков» (англ. God Hates Fags).
Указывается связь AWD с сатанистской группировкой Орден девяти углов, связанную с движением неофёлькише.
Группировка де-факто прекратила свою деятельность 10 ноября 2024 года.

## Статья
- (Архивная копия на Wayback Machine)